# Cinasa Jano
Las cinasas Jano
(inglés: Janus kinases, JAK) son una familia de proteínas pertenecientes a las enzimas asociadas a receptores de citocinas. Son tirosina cinasas no específicas (EC 2.7.10.1). Forman parte de vías de transducción de señales destinadas a la regulación de la expresión génica. Su nomenclatura proviene del dios romano de dos caras Jano, por dos dominios similares a proteínas cinasas que tienen las proteínas de esta familia.

## Estructura
Las cinasas Jano tienen una estructura molecular formada por cuatro dominios o regiones reconocidos, que se distribuyen cada uno de forma adyacente al siguiente según el orden:
1. Dominio ERM: de unos 300 aminoácidos, se localiza en el extremo amino terminal. Interviene en la unión de la proteína con las membranas.
2. Dominio SH2: 100 aminoácidos. Se une a los péptidos que contienen fosfotirosina mediante puentes de hidrógeno. Se denomina SH por su homología 2 con Src (habitualmente dos dominios SH2 y uno SH3 separan en dos partes el dominio catalítico de las enzimas).
3. Dominio homólogo a una proteína cinasa: su actividad bioquímica aún no ha sido claramente determinada.
4. Dominio proteína cinasa: única región de la proteína con actividad enzimática conocida. Localizada en el extremo carboxilo terminal. Su secuencia de aminoácidos y lo que se conoce de sus propiedades bioquímicas hace pensar que se comporta como una tirosina cinasa.

## Localización
Se encuentran unidas por la parte intracelular a receptores de hormonas de la membrana citoplasmática. La JAK concreta será diferente para cada receptor, por ejemplo, la que está unida al receptor de la hormona humana del crecimiento de denomina «cinasa Jano 2» (JAK2). También hay casos de JAK que se encuentran en forma soluble en el citoplasma.

## Funcionamiento
Las JAK se encuentran unidas a receptores que dimerizan por la parte extracelular cuando se unen a su hormona ligando o, en otras palabras, cada monómero de hormona se une a dos moléculas de receptor. Cuando esto ocurre las partes intracelulares de los monómeros del ahora dímero de receptores se aproximan. Las JAK que estos receptores tienen asociadas también se aproximan y tiene lugar entre ellas una fosforilación cruzada que las activa.

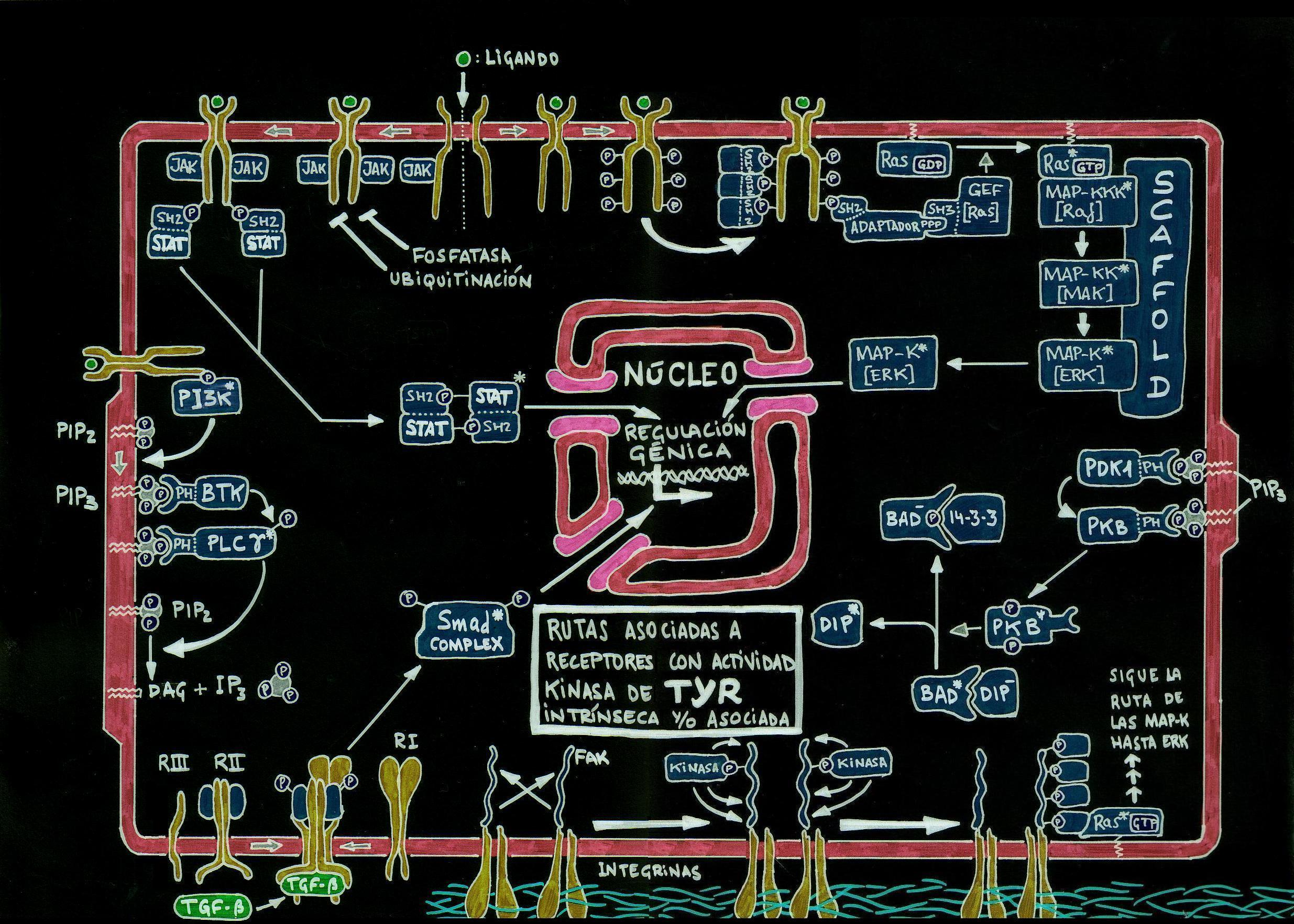
Este esquema muestra la situación de las JAK en el contexto de la transducción de señales destinada a la regulación génica (arriba a la izquierda).

En el caso de las JAK solubles se unen a los receptores de hormonas en el momento en que éstos se han unido a su ligando y han dimerizado por la parte exterior, como por ejemplo en el caso de la JAK que se une al receptor de eritropoyetina, una hormona que regula la formación de eritrocitos en los mamíferos.
Cada JAK activada por esta fosforilación cruzada puede fosforilar otros sustratos. Los más importantes son:
- Proteínas STAT: transductores de señales y activadores de la transcripción que después de dimerizarse penetran en el núcleo y se unen al ADN para regular la expresión génica. Algunos de los genes así regulados controlan comportamientos de los animales respecto a la alimentación y pueden determinar, por ejemplo, que éstos sean obesos.
- El mismo receptor de hormona, que fosforilado puede servir de unión a una JAK u otras proteínas y así participar de otras vías de transducción.[2]

## JAK humanas
- JAK1
- JAK2
- JAK3
- JAKMIP1
- JAKMIP2
- JAKMIP2-AS1
- JAKMIP3